# 淡路夢舞台
淡路夢舞台（あわじゆめぶたい）とは、兵庫県淡路市にある複合文化リゾート施設である。株式会社夢舞台（兵庫県が出資している第三セクター）が運営している。

## 概要
現在淡路夢舞台のある場所は元々標高160mの灘山であり、関西国際空港造成のための土砂採取場所として使用された。その採取後の跡地において、建築家の安藤忠雄が自然環境を再生させるプロジェクトを立ち上げ、整備・建設された。
淡路島の東岸、海を望む高台にある。国際会議場やリゾートホテル、野外劇場、植物園等の施設が点在する敷地内は、百段苑をはじめ複数の個性的な庭園が存在し、それらは遊歩道やデッキなどで結ばれ、全体が回遊式庭園の構造となっている。建築家・安藤忠雄の代表作であり、2000年に開催された、国際園芸・造園博「ジャパンフローラ2000」の会場になった。
隣接する国営明石海峡公園（淡路地区）、兵庫県立淡路島公園、あわじ交流の翼港などと共に、淡路島国際公園都市を構成する。

## 施設
- 兵庫県立淡路夢舞台国際会議場
- グランドニッコー淡路（旧：ウェスティンホテル淡路 リゾート&コンファレンス）
- レストラン&ショップ（展望テラス、楕円フォーラム、円形フォーラム）
- 兵庫県立淡路夢舞台温室あわじグリーン館
- 百段苑 - 海を望む一枚の斜面地に百区画の花壇と立体迷路状の階段で構成される。イタリア式庭園の幾何学的な部分を洗練した一つの到達した形ある。花壇には世界のキク科植物が植栽されている。
- 花木林苑
- 淡路夢舞台プロムナードガーデン
- 貝の浜
- 千の噴水
- 野外劇場（固定席2000席＋芝生席1000席）
- 小劇場150席

## 概要
- 設計 - 安藤忠雄
- 敷地面積 - 約28 ha
- 延床面積 - 約109,000 m2
- 開業 - 2000年3月9日
- 所在地 - 兵庫県淡路市夢舞台1番地
- 備考 - 第42回BCS賞受賞（2001年）

## 交通
- 新神戸駅・三宮から西日本ジェイアールバス・本四海峡バス 淡路夢舞台前下車
- 高速舞子から西日本ジェイアールバス・本四海峡バス 淡路夢舞台前下車
- 淡路市生活観光バス路線1（時計回り）/2（反時計回り）/4（岩屋洲本線）/10（北部観光周遊回り）系統 淡路夢舞台前下車
- 東浦ICから、タクシーで10分

## 周辺
- 国営明石海峡公園（隣接）
- 淡路大磯アート山・大石可久也美術館（ウェスティン淡路と隣接、林間の遊歩道で結ばれる）
- 本福寺 - 真言宗別格本山。安藤忠雄設計の水御堂がある。
- 兵庫県立淡路島公園

## その他
- ジャパンフローラ2000期間中の2000年3月18日から9月17日まで「ユメハッチ2000」が開局していた。
  - 周波数：77.2 MHz
  - 呼出符号：JOYZ7U-FM
  - 放送時間 (JST) ：8:30 - 18:30
- ジャパンフローラ2000を記念して、2000年4月30日淡路夢舞台上空でブルーインパルスが展示飛行を実施した。当日のブルーインパルスの発着飛行場は、浜松である。
- 淡路夢舞台TVCMが2016年1月に公開された。作曲はキダ・タロー。歌は塩乃華織。出演はハンバーガールZ。
- 淡路夢舞台ラジオCMは、朝日放送ラジオの番組『flumpool 秘密の部屋』とのコラボでラジオ番組内で流された。キダ・タロー作曲のCMソングをflumpoolがアレンジしたもの。
- 櫻坂46の2ndシングル『BAN』のミュージックビデオ撮影が当所にて行われた。国際会議場の中庭や楕円フォーラムなどを使用している[2]。